# Fundación Cyborg
La Fundación Cyborg es una organización sin ánimo de lucro creada en 2010 por los activistas y artistas cíborg Moon Ribas y Neil Harbisson. La fundación es una plataforma para la investigación, creación y promoción de proyectos relacionados con la extensión y creación de nuevos sentidos y percepciones mediante la aplicación de la tecnología al cuerpo humano. La Fundación Cyborg tuvo su sede inicialmente en el Parque CientíficoTecnocampus (Barcelona), actualmente tiene su sede en la ciudad de Nueva York. Colabora con varias instituciones, universidades y centros de investigación de todo el mundo.  
Su misión es ayudar a los seres humanos a convertirse en cíborgs, promover el uso de la cibernética como parte del cuerpo humano y defender los derechos de los ciborgs. Han donado antenas ciborg a comunidades de personas ciegas y han enseñado el uso de la tecnología de detección de colores a niños ciegos para ayudarlos a desarrollar el sentido del color. La fundación cree que algunas extensiones cibernéticas deben tratarse como partes del cuerpo, no como dispositivos.

## Historia
La fundación se creó como respuesta al creciente número de cartas y correos electrónicos que Neil Harbisson recibió de personas de todo el mundo interesadas en convertirse en ciborgs. Desde su creación, la fundación ha puesto en marcha varios proyectos de desarrollo de nuevos sentidos y ha donado antenas ciborg a comunidades de personas ciegas en Europa, Asia y América. La primera persona en probar un eyeborg fue Sabriye Tenberken seguida por estudiantes ciegos de Braille Sin Fronteras en el Tíbet y miembros de la Sociedad de Ciegos de Pichincha en Ecuador.
En 2010, la fundación fue ganadora absoluta de los premios Cre@tic, organizados por el Tecnocampus Mataró.
En 2012, el director de cine español Rafael Duran Torrent, creó un cortometraje sobre la Fundación Cyborg. 
En 2013, la película ganó el Gran Premio del Jurado en la Competición Focus Forward Filmmakers del Festival de Cine de Sundance.

### Asociaciones y colaboraciones
- En 2016, la Fundación Cyborg junto con Parson School of Design, The New School, Sensorium Works y Pionner Works lanzaron Cyborg Futures. Un programa de residencia  ciborg en Nueva York diseñado para promover la misión de la Fundación Cyborg de apoyar el uso de la cibernética como parte del cuerpo y comenzar a introducir las diversas posibilidades de prácticas artísticas que utilizan capacidades sensorias extendidas.[11]
- Existen numerosas colaboraciones con Ecuador, ya que su presidente Lenin Moreno anunció que su gobierno colaboraría con la Fundación Cyborg para crear nuevos órganos sensoriales.[12]
- En 2012,[13] la Fundación Cyborg firmó una colaboración para crear nuevas extensiones cibernéticas en colaboración con la Universidad de Pernambuco en Brasil.[14]
- En 2016, junto con Mesa & Cadeira, un grupo de personas (que incluía un cirujano dental, ingenieros y un psicólogo) crearon "Design Yourself" - una identidad visual, un eslogan y un sitio web para la Fundación. El sitio explora las diferentes relaciones humanas con la tecnología y ofrece herramientas para expandir los sentidos y habilidades, y en el proceso, convertirse en un ciborg. El grupo también desarrolló un implante dental, que utiliza tecnología bluetooth y código morse para comunicarse. La primera demostración del Sistema de Comunicación Transdental fue presentada en São Paulo.

## Derechos de los cíborgs
En 2014, la Fundación Cybrog participó en la comisión de Leyes Robóticas de la Unión Europea.
En 2016, junto con el investigador y activista de derechos civiles y libertades civiles electrónicas Rich MacKinnon, se propuso una lista de Derechos Civiles de Ciborgs en South by Southwest. Esta lista describe la redefinición y defensa de las libertades civiles de los ciborgs y la santidad de los cuerpos de los ciborgs. También preveía una batalla por la propiedad, concesión de licencias y el control de las anatomías aumentas, alternativas y sintéticas; la comunicación, datos y telemetría producidos por ellos; y la definición misma de lo que significa ser humano.